# Ali Larter
Ali Larter (Cherry Hill, New Jersey, 28. veljače 1976.) američka je televizijska i filmska glumica.

## Životopis
Prije nego što se preselila u Los Angeles i upisala studij glume, karijeru je započela s 13 godina kao model. Prvi profesionalni posao bio joj je u televizijskoj seriji Chicago Sons (1997.). Nakon toga pojavljuje se u nekoliko filmova poput drame Varsity Blues (1999.), gdje se pojavljuje u ulozi Darcy Sears te uloge u horor filmovima House on Haunted Hill (1999.) i Put bez povratka (2000.).
S Colinom Farrellom glumi u akcijskoj western komediji, American Outlaws (2001.), a iste godine kao Brooke Taylor Windham glumi u komediji Legally Blonde zajedno s Reese Witherspoon.
Ulogu koja joj je vjerojatno donijela najveću popularnost ostvarila je u NBC-voj naučnoj fantastičnoj seriji Heroji u kojoj glumi Niki Sanders. Istovremeno dok je snimala za Heroje, glumila je i u filmovima Marigold i Resident Evil 3: Istrebljenje  oba iz 2007. godine.
U 2009. godini Larter je glumila zajedno s Beyoncé Knowles i Idris Elbom u trileru Obsessed.
Larter se 2009. udala za glumca Hayesa MacArthura. 

## Vanjske poveznice
- Ali Larter na Facebooku
- Ali Larter na Twitteru
- Ali Larter na Instagramu
- Ali Larter u internetskoj bazi filmova IMDb-u (engl.)